# Y Velorum
Y Velorum är en pulserande variabel av Mira Ceti-typ (M) i stjärnbilden Seglet.
Stjärnan varierar mellan visuell magnitud +8,0 och 15,1 med en period av 443 dygn.